# Occupé Bayenga
Occupé Bayenga Lopalo (Kinsasa, Zaire, actual República Democrática del Congo, 8 de noviembre de 1988) es un exfutbolista congoleño. Se desempeñó como delantero, con trayectoria en Sudamérica y el fútbol congoleño.

## Trayectoria

### Selección nacional
Ha participado con la Selección Congoleña Sub-20 en el Campeonato Juvenil Africano de 2009, donde solo jugó dos partidos y los dos contra la Selección Ugandeña Sub-20. 

### Participaciones en Campeonato Juvenil Africano
| Africano                            | Sede   | Resultado     |
| ----------------------------------- | ------ | ------------- |
| Campeonato Juvenil Africano de 2009 | Ruanda | Primera Ronda |

### Clubes
Pese a ser congoleño y nacido en ese país, Bayenga nació futbolísticamente en Argentina. En este país jugó dos temporadas en Cañuelas de la Primera D, donde pese a ser permanentemente suplente se ganó el cariño de la gente del "Tambero".
Para la temporada 2011, Bayenga parte a Chile donde es fichado por Deportes Copiapó de la Primera B de ese país. Si bien su primer gol en Chile, fue en un amistoso ante Deportes La Serena, Anotó su primer gol oficial en el club copiapino, en la derrota de su equipo como visitante, por 3 a 2 ante Magallanes en condición de visitante. En la Copa Chile 2011 no pudo jugar por una lesión, pero logró volver a las canchas para los últimos partidos del campeonato, anotando un total en el año de 4 goles, pero al fin y al cabo no pudieron salvar al club de caer a la Segunda División de Chile, a la cual bajó por peor puntaje acumulado en el año. Pese al descenso de categoría, igual se ganó el cariño de la gente del "León" de la Región de Atacama.
Para la temporada 2012, ficha en la Universidad de Concepción, convirtiéndose en el primer futbolista congoleño en jugar en la Primera División de Chile y en paralelo, se nacionalizó chileno por su éxito en canchas chilenas, convirtiéndose en el primer futbolista africano en rendir en el fútbol chileno, desde el debut de la estadía de los futbolistas africanos en Chile. 
Tras un primer semestre irregular, sería enviado a préstamo al equipo Deportes Concepción de la Primera B, en un trueque entre Deportes Concepción y Universidad de Concepción, el cual consistía en que Bayenga estaría a préstamo por 6 meses en "El Léon de Collao" y el argentino Leonardo Di Lorenzo, a préstamo en el "Campanil".
Luego de haber sido figura de Deportes Concepción en el Torneo Apertura 2013, a final del mismo año vuelve a Universidad de Concepción, donde su pase sería liberado, hecho que provoca el regreso a su país.
| Club                      | País                            | Año         |
| ------------------------- | ------------------------------- | ----------- |
| AS Dragons                | República Democrática del Congo | 2005 - 2007 |
| AS Maniema Union          | República Democrática del Congo | 2008 - 2009 |
| Cañuelas                  | Argentina                       | 2009 - 2010 |
| Deportes Copiapó          | Chile                           | 2011        |
| Universidad de Concepción | Chile                           | 2012        |
| Deportes Concepción       | Chile                           | 2012        |
| AS Dragons                | República Democrática del Congo | 2013 - ?    |

### Actualidad
Luego de su retiro del fútbol formó una familia y se dedica a trabajar en una empresa de logística dedicada a la distribución de frutas y verduras en Kinsasa. Ha declarado tener el proyecto de promover la participación de futbolistas congoleños en el fútbol argentino.

### Estadísticas
| Club                                             | Temporada           | Liga 1 | Liga 1 | Copa 2 | Copa 2 | Sudamérica | Sudamérica | Selección Nacional 3 | Selección Nacional 3 | Total | Total |
| Club                                             | Temporada           | Part.  | Goles  | Part.  | Goles  | Part.      | Goles      | Part.                | Goles                | Part. | Goles |
| ------------------------------------------------ | ------------------- | ------ | ------ | ------ | ------ | ---------- | ---------- | -------------------- | -------------------- | ----- | ----- |
| AS Dragons República Democrática del Congo       | 2005-06             | ?      | ?      | ?      | ?      | -          | -          | -                    | -                    | ?     | ?     |
| AS Dragons República Democrática del Congo       | 2006-07             | ?      | ?      | ?      | ?      | -          | -          | -                    | -                    | ?     | ?     |
| AS Dragons República Democrática del Congo       | Total               | ?      | ?      | ?      | ?      | 0          | 0          | 0                    | 0                    | ?     | ?     |
| AS Maniema Union República Democrática del Congo | 2007-08             | ?      | ?      | ?      | ?      | -          | -          | -                    | -                    | ?     | ?     |
| AS Maniema Union República Democrática del Congo | 2008-09             | ?      | ?      | ?      | ?      | -          | -          | 2                    | 0                    | 2     | ?     |
| AS Maniema Union República Democrática del Congo | Total               | ?      | ?      | ?      | ?      | 0          | 0          | 2                    | 0                    | ?     | ?     |
| Cañuelas Argentina                               | 2009-10             | 17     | 6      | -      | -      | -          | -          | -                    | -                    | 17    | 6     |
| Cañuelas Argentina                               | 2010-11             | 13     | 0      | -      | -      | -          | -          | -                    | -                    | 13    | 0     |
| Cañuelas Argentina                               | Total               | 30     | 6      | 0      | 0      | 0          | 0          | 0                    | 0                    | 30    | 6     |
| Deportes Copiapó · Chile                         | 2011                | 24     | 4      | -      | -      | -          | -          | -                    | -                    | 24    | 4     |
| Deportes Copiapó · Chile                         | Total               | 24     | 4      | 0      | 0      | 0          | 0          | 0                    | 0                    | 24    | 4     |
| Universidad de Concepción · Chile                | 2012                | 3      | 0      | -      | -      | -          | -          | -                    | -                    | 3     | 0     |
| Universidad de Concepción · Chile                | Total               | 3      | 0      | 0      | 0      | 0          | 0          | 0                    | 0                    | 3     | 0     |
| Deportes Concepción · Chile                      | 2012                | 0      | 0      | 0      | 0      | -          | -          | -                    | -                    | 0     | 0     |
| Deportes Concepción · Chile                      | Total               | 0      | 0      | 0      | 0      | 0          | 0          | 0                    | 0                    | 0     | 0     |
| Total en su carrera                              | Total en su carrera | 57     | 10     | 0      | 0      | 0          | 0          | 2                    | 0                    | 59    | 10    |

1Incluye Primera División de Chile, Primera B de Chile y Primera D.
2Incluye Copa Chile.
3Incluye Selección Congoleña Sub-20.

### Resumen estadístico
| Competición                | Partidos | Goles | Promedio |
| -------------------------- | -------- | ----- | -------- |
| Primera División           | 3        | 0     | 0.00     |
| Segunda División           | 24       | 4     | 0.17     |
| Quinta división            | 30       | 6     | 0.20     |
| Copas Nacionales           | 0        | 0     | 0.00     |
| Selección Congoleña Sub-20 | 2        | 0     | 0.00     |
| TOTAL                      | 59       | 10    | 0.17     |

## Curiosidades
Cristóbal Briceño de la banda Ases Falsos, le dedicó el tema "Venir es Fácil".